# Neige noire

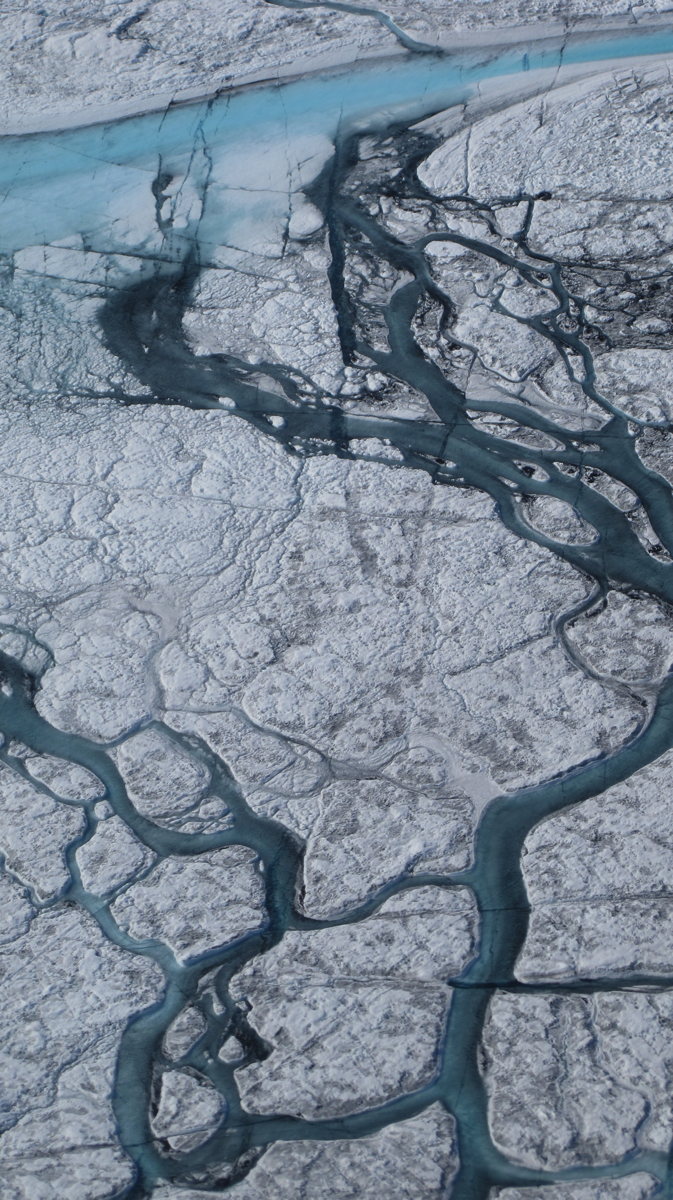
Présence de suie et poussières (dont certaines d'origine naturelle) sur un glacier groenlandais.

La neige noire est le noircissement des calottes glaciaires, couches neigeuses, glaciers, et banquise dû aux particules de suie. Les particules de suie sont émises par les combustions incomplètes de combustibles fossiles et de la biomasse.  Son dépôt accroît la fonte de la neige et de la glace. Plus que d’autres régions, l’Arctique, tout comme les régions alpines, pourrait tirer avantage de la réduction des émissions de carbone noir,,.

## Description
L'assombrissement est causé par le carbone noir (Black carbon ou BC), encore appelé carbone suie, contenu dans les suies. Il est constitué de carbone (C) dont la couleur noire absorbe le rayonnement solaire. Il a de ce fait un pouvoir de réchauffement de l'atmosphère, peut être transporté à longue distance et se déposer sur les étendues glaciaires et les neiges en diminuant leur pouvoir réfléchissant (albédo).

## Sources

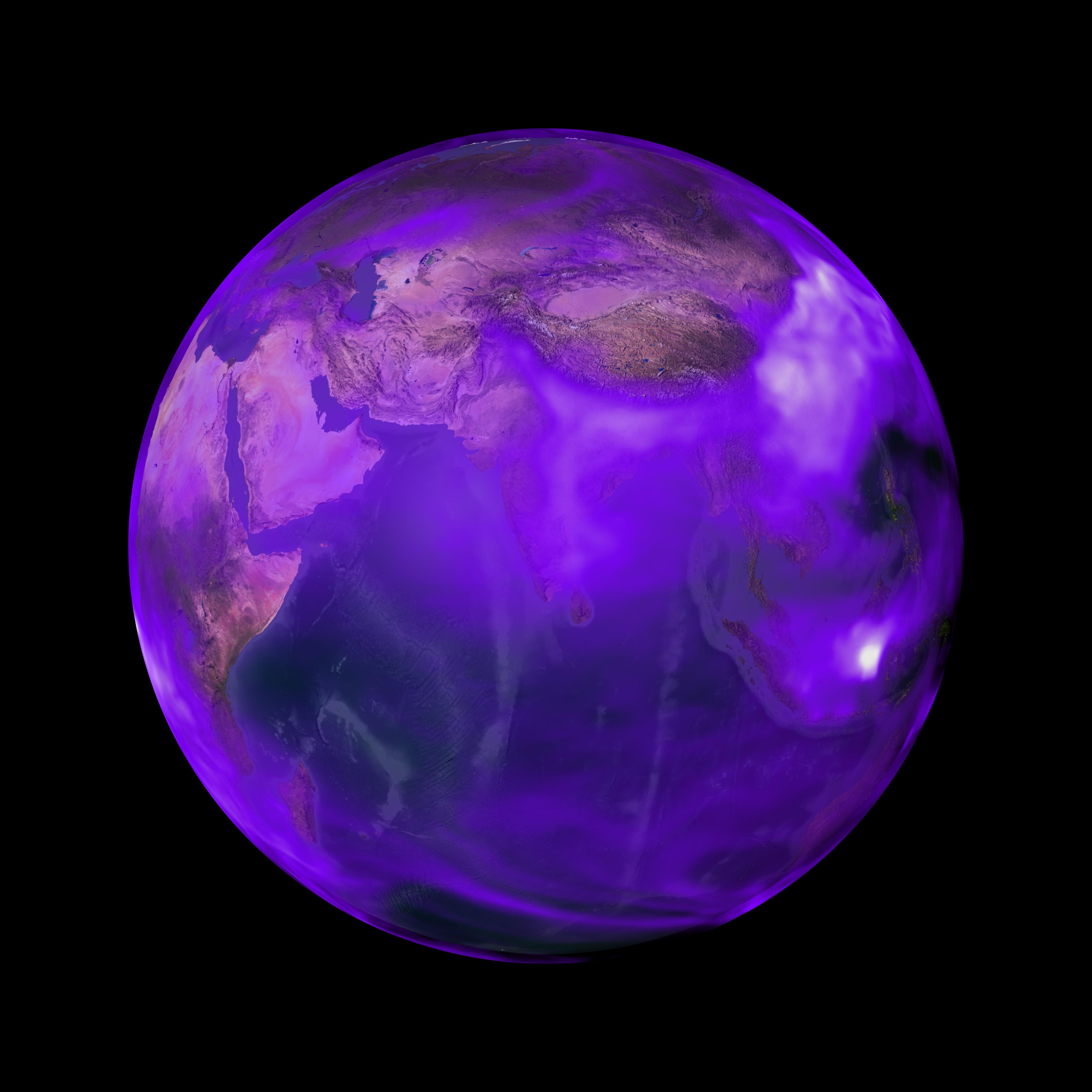
Communément appelé suie, le carbone noir est émis dans l'air lorsque des combustibles fossiles et des biocombustibles, tels que le charbon, le bois et le gazole, sont brûlés. Il est présent dans le monde entier.

Les principales sources de carbone suie sont des moteurs à combustion (moteur Diesel essentiellement), la combustion résidentielle de bois et de charbon, les centrales électriques, l’utilisation du fioul lourd ou du charbon, la combustion de déchets agricoles, ainsi que les incendies de forêt et de végétation.
À titre d'exemple, en février 2019 une enquête judiciaire a été ouverte et une usine de traitement de charbon sibérienne fermée à Kisseliovsk. Cette usine semble avoir causé en février 2019 des neiges noires retombées au moins dans trois villes proches de la région de Kemerovo. Cette région très industrialisée (charbonnière et métallurgique) est alimentée par les mines de charbon du bassin minier du Kouzbass (premier gisement houiller russe). D'après des documents photographiques et vidéos relayés par les réseaux sociaux cette neige était grasse au toucher et ses salissures difficiles à laver. Selon Sergueï Tsiviliov (gouverneur de cette région) à la télévision, cette usine tue les habitants locaux ( "Vous vous tuez vous-mêmes, vous tuez les gens qui travaillent pour vous et vous tuez tout ce qui se trouve autour de vous")
Selon les projections établies par l’Institut international pour l’analyse des systèmes appliqués, dans le cadre du programme CAFE (Clean Air For Europe), le chauffage domestique, notamment le chauffage au bois, sera l’une des principales sources de rejet de « matières particulaires » et de « carbone noir ». Les émissions de ce type sont peu réglementées dans de vastes régions de l’Europe. De plus, les petites installations utilisées pour se chauffer au bois sont anciennes et rejettent beaucoup d’aérosols carbonés. Enfin, les poêles et les foyers résidentiels ont une durée de vie assez longue, ce qui retarde l’adoption de technologies plus propres.

## Impacts
Ayant un moindre pouvoir réfléchissant (albédo) que la neige vierge, mais une plus grande capacité d'absorber l'énergie solaire, ce fait accélère la fonte d'eaux gelées, surtout dans la région arctique exposée à l'activité humaine de l'Amérique du Nord. Le phénomène s'ajoute aux concentrations de gaz à effet de serre (un facteur néanmoins plus puissant,) pour expliquer la perte massive des glaces arctiques. Les savants ont pu concevoir la portée des suies sur l'Arctique grâce aux images satellitaires, alors qu'à l'échelle des décennies, la noirceur de la neige peut se mesurer grâce aux carottes de glace. La neige noire est capable de contribuer à l'emballement des changements climatiques, vu que les étendues dénudées de leur couverture neigeuse libèrent elles-mêmes des poussières dans les airs.
En février 2019, la région du Kouzbass a été recouverte de neige noire. Les habitants des  villes de Kisseliovsk, Leninsk-Kouznetski et Prokopievsk, dont l'espérance de vie est inférieure de 3 à 4 ans à celle de la moyenne nationale russe, accusent la poussière de charbon de ce phénomène,,.